# Масакр у улици Васе Мискина
Масакр у улици Васе Мискина или Сарајевски масакр у реду за хлеб је назив за артиљеријски напад на Сарајево на који су за време опсаде наводно извеле снаге Војске Републике Српске 27. маја 1992. године. Са положаја из правца Борија су испаљене три гранате које су експлодирале међу цивилима који су у реду чекали хлеб у улици Васе Мискина (данашња Ферхадија), главној сарајевској улици. Тада је погинуло 26, а рањено 108 грађана Сарајева.
Призори убијених, рањених и обогаљених Сарајлија су захваљујући телевизијским камерама обишли свет и значајно придонели томе да светска јавност стане на страну самопроглашене босанскохерцеговачке државе, а против босанскохерцеговачких Срба који су тим поводом сатанизовани од стране запада.
Такође, овај догађај је био повод за увођење санкција тадашњој Савезној Републици Југославији.

## Тврдње српске стране
Српска страна је одбацивала одговорност за злочин, приписујући га муслиманским/бошњачким снагама и тумачећи га као операцију под лажном заставом, тврдећи да су минобацачке гранате испаљене са места која су у време догађаја држале снаге верне влади у Сарајеву.

## Тужилаштво у Хагу
Тужилаштво у Хагу повукло је из предмета оптужницу, у процесу суђења генералу Војске Републике Српске Ратку Младићу као и првом председнику Републике Српске Радовану Караџићу, у којој се наводи да напад у улици Васе Мискина нису извеле српске снаге, односно да гранатирање није извршено са српских положаја.
Међутим, иако овај злочин има изузетну тежину јер је био директан повод за увођење санкција тадашњој Југославији, након потеза тужиоца који говори да напад нису извеле српске снаге, Међународни суд у Хагу није спроводио даљу истрагу о овом злочину, како би се пронашли истински кривци и налогодавци.